# 永昌街道 (成武县)
永昌街道，是中华人民共和国山東省菏泽市成武县下辖的一个乡镇级行政单位。

## 行政区划
永昌街道下辖以下地区：
程堤口社区、程堂社区、王林社区、刘楼社区、东关社区、七里口村、黄庄村、东张庄村、刘庄村、前常桥村、后常桥村、谭庄村、袁庄村、大黄楼村、李楼村、刘桥村、祝庄村、水口村、郜东村、郜西村、刘坊村、后陈楼村、李六村、姜庄村、节楼村、张吕庄村、宋湾村、扬楼村、郑河村、八里河村和前陈楼村。